# 戴维斯海峡

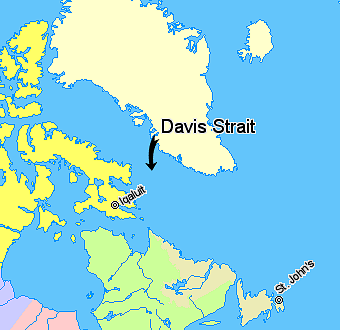
戴维斯海峡
努纳武特地区
格陵兰
魁北克省

戴维斯海峡（英語：Davis Strait），是巴芬岛和格陵兰岛之间的海峡，南接拉布拉多海，北连巴芬湾，南北全长约650公里，东西宽约325-450公里，平均水深2000米左右，是西北航道的一部分。
该海峡得名于英国探险家约翰·戴维斯，他于1585年发现了这条海峡。